# 바버라 피어스 부시
바버라 피어스 부시(영어: Barbara Pierce Bush, 1981년 11월 25일~ )는 미국의 제43대 대통령인 조지 W. 부시의 딸이다. 41대 대통령 조지 H. W. 부시의 손녀이기도 하다.

## 생애
텍사스주 댈러스에서 아버지 조지 W. 부시와 어머니 로라 부시 사이에서 태어났다. 그녀는 제나 부시와 쌍둥이 자매이다. 바버라 피어스라는 이름은 그의 친할머니이자 미국의 퍼스트레이디였던 바버라 부시의 이름과 결혼 전 성을 딴 것이다. 태어날 당시부터 할아버지가 미국의 부통령인 정치 명가에서 성장하였다.
2000년 예일 대학교에 입학하였고, 그 직후 부친 조지 W. 부시는 대통령에 당선되어 바버라 부시도 언론의 주목을 받았다. 그는 부친이 대통령에 취임한 직후인 2001년 음주 가능 연령이 되지 않았는데도 쌍둥이 여동생 제나 부시와 함께 타인의 신분증으로 술을 구입하려다 적발되어 구설수에 올랐다. 이 일로 그는 벌금을 내고 사회봉사활동 명령을 받았다.
그러나 2004년 부친의 대통령 선거 재선때는 부친의 재선을 위해 적극적으로 나서는 등 이전과는 달라진 모습을 보여줬다. 공화당 전당대회 때는 연설을 했으며, 부모 부시 대통령 부부와 함께 외국 순방에도 동행하는 등 활발한 활동을 하고 있다.